# Peter Schaeven

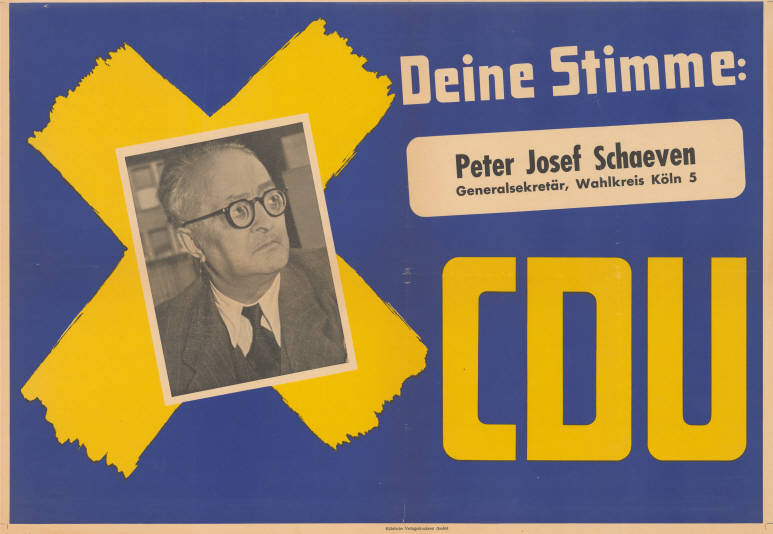
Peter Schaeven auf einem Landtagswahlplakat 1950

Peter Josef Schaeven, geboren Peter Joseph Schäven (* 1. November 1885 in Köln; † 4. Juli 1958 ebenda) war ein deutscher Politiker der Zentrumspartei und nach 1945 der CDU.

## Ausbildung und Beruf
Schaeven arbeitete nach dem Besuch der höheren kaufmännischen Schule als Angestellter. Ab 1909 war er hauptberuflich im Generalsekretariat des Windthorstbundes tätig. Daneben war er ab 1911 Sekretär des Zentrums für den Bereich Köln-Land und von 1914 bis 1933 Geschäftsführer der Partei in Köln. Daneben war Schaeven von 1919 bis 1933 Stadtverordneter.
Nach dem Beginn der nationalsozialistischen Herrschaft verlor er alle Funktionen und blieb bis 1945 ohne Stellung. Nach dem Ende des Zweiten Weltkrieges leitete er zeitweise das Nachrichtenamt der Stadt Köln.

## Politik
Schaeven war Mitbegründer der Kölner CDU, Partei-Vorsitzender und Fraktionsvorsitzender der CDU in Köln ab September 1945, er war Stadtverordneter im Rat der Stadt Köln von 1945 bis zu seinem Tod – während einer Ratssitzung im Rathaus zu Köln am 4. Juli 1958.
In den Jahren 1946 und 1947 war Schaeven Mitglied des ernannten Landtages von Nordrhein-Westfalen. Anschließend war er bis zu seinem Tod in den ersten drei Wahlperioden direkt gewählter Landtagsabgeordneter für einen Kölner Wahlkreis. Am 12. Juli 1958, dem letzten Tag der Wahlperiode, rückte für ihn Wilhelm Krampe genannt Brügger ins Parlament nach.
Schaeven war seit 1916 mit Kunigunda Niebler verheiratet. Er verstarb im Alter von 72 Jahren im Kölner Rathaus und wurde auf dem Melaten-Friedhof (Flur 64a) beigesetzt. Die Grabstätte wurde mittlerweile abgeräumt. Sein Grabstein steht als Gedenkstein auf dem Grab seines Sohnes Heribert Schaeven seit 2016 auf dem Friedhof in Köln-Holweide.